# Teatre gal·loromà de Fourvière
El Teatre gal·loromà de Fourvière és el teatre romà de Lugdúnum (Lió), que recolza en el pendent occidental del turó de Fourvière, que era el centre de la ciutat romana. Amb l'Odèon un jaciment és arqueològic notable. Forma part del Patrimoni de la Humanitat.
El teatre va ser construït en dues etapes: primer sota el mandat d'August, l'any -15 BC, un teatre de 90 m de diàmetre; i a principi del segle ii, sota el mandat d'Hadrià, s'hi afegeix a la part superior de l'estructura una tercera sèrie de grades, aque n'augmenta el diàmetre a 108 m i amb una capacitat estimada de deu mil seients.
Abandonat al final de l'imperi, va ser identificat erròniament en el segle xix com l'amfiteatre de les tres Gàl·lies. La restauració va començar el 1933. Actualment, se'l coneix també com Grand Théâtre de Fourvière i és al número 5 del carrer de l'Antiquaille.
A l'estiu s'hi orgnitza cada any un festival de teatre, dansa i film «Les Nuits de Fourvière». Malgrat els destrossos per l'usura del temps, encara és un lloc d'espectacles molt estimat.